# Conus stimpsoni
Espèce
Statut de conservation UICN

 LC  : Préoccupation mineure
Conus stimpsoni est une espèce de mollusques gastéropodes marins de la famille des Conidae.
Comme toutes les espèces du genre Conus, ces escargots sont prédateurs et venimeux. Ils sont capables de « piquer » les humains et doivent donc être manipulés avec précaution, voire pas du tout.

## Distribution
Cette espèce est présente dans la mer des Caraïbes de la Floride au Yucatán, Mexique.

### Niveau de risque d’extinction de l’espèce
Selon l'analyse de l'UICN réalisée en 2011 pour la définition du niveau de risque d'extinction, il s'agit d'une espèce à large aire de répartition et il n'y a pas de menaces connues. Cette espèce est classée dans la catégorie préoccupation mineure.

## Taxonomie

### Publication originale
L'espèce Conus stimpsoni a été décrite pour la première fois en 1902 par le naturaliste, malacologiste et paléontologue américain William Healey Dall dans « Proceedings of the United States National Museum »,.

### Synonymes
- Conasprelloides stimpsoni (Dall, 1902) · non accepté
- Conus (Dauciconus) stimpsoni Dall, 1902 · appellation alternative